# کوریکا، فنلاند
کوریکا (به لاتین: Kurikka) یک شهرک در فنلاند است که در اوستروبوتنیای جنوبی واقع شده‌است. این شهرک در سال ۲۰۱۷ میلادی ۲۱٬۲۹۴ نفر جمعیت داشته‌است.